# Cut Here (песня The Cure)
«Cut Here» — песня английской рок-группы The Cure, выпущенная как сингл в октябре 2001 года с их сборника лучших хитов Greatest Hits, выпущенного в том же году.

## Описание
Фронтмен The Cure Роберт Смит написал эту песню в память о своем друге Билли Маккензи, солисте нью-вейв группы Associates, который покончил жизнь самоубийством в 1997 году. Название песни не имеет прямого отношения к лирическому содержанию; это анаграмма «The Cure»
Что касается её музыкального стиля, AllMusic написал, что песня «восходит к ранним звукам Мэдчестера».

## Выпуск
Песня была перезаписана позже в 2001 году для выпуска группы Acoustic Hits, который содержит восемнадцать перезаписей предыдущих песен группы с использованием акустических гитар и был выпущен ограниченным тиражом бонусного диска к указанному альбому лучших хитов.

## Список композиций
1. «Cut Here»
2. «Signal to Noise»
3. «Cut Here (Missing Remix)»

## Версии и Ремиксы
1. Cut Here 4:10
2. Cut Here (Missing Mix) 5:37
3. Cut Here (Acoustic Re-Recording) 4:14
4. Cut Here (Instrumental Demo 1997) 4:32

## Участники записи
- Роберт Смит — вокал, гитара, 6-струнный бас, клавишные
- Саймон Гэллап — бас-гитара
- Перри Бамонте — гитара
- Роджер О’Доннелл — клавишные
- Джейсон Купер — ударные